# Tifariti
Tifariti, także Tifarita (arab. ‏البئر الحلوة‎) – miasto i oaza w Saharze Zachodniej na obszarze kontrolowanym przez ruch Polisario. Liczy ok. 3000 mieszkańców i stanowi de facto stolicę tego nieuznawanego państwa.
Rząd Saharyjskiej Arabskiej Republiki Demokratycznej, urzędujący na uchodźstwie w Tinduf w Algierii, od 2011 rezyduje w mieście i ma je za tymczasową stolicę (jako że główne miasto Sahary Zachodniej Al-Ujun znajduje się pod kontrolą marokańską). Wcześniej za stolicę uznawano Al-Bir al-Hilw (Bir Lehlou). Zabudowa w tym miejscu sięga czasów neolitu. Miasto było też areną walk podczas wojen z Marokiem o niepodległość Sahary Zachodniej.
W mieście znajdują się szpitale, parlament, budynki administracyjne, szkoły, meczet, a od 2013 także pierwszy w Saharze Zachodniej uniwersytet.